# Шумозащитный экран
Шумозащитный экран — конструкция, возводимая вдоль крупных проспектов, автомагистралей, железнодорожных путей для уменьшения шума. Располагается, как правило, на высокоскоростных магистралях проходящих мимо жилых и офисных районов. Установка экрана может значительно повысить цену недвижимости и земли в этом районе, а также уменьшает шумовое загрязнение на 8—24 децибел.

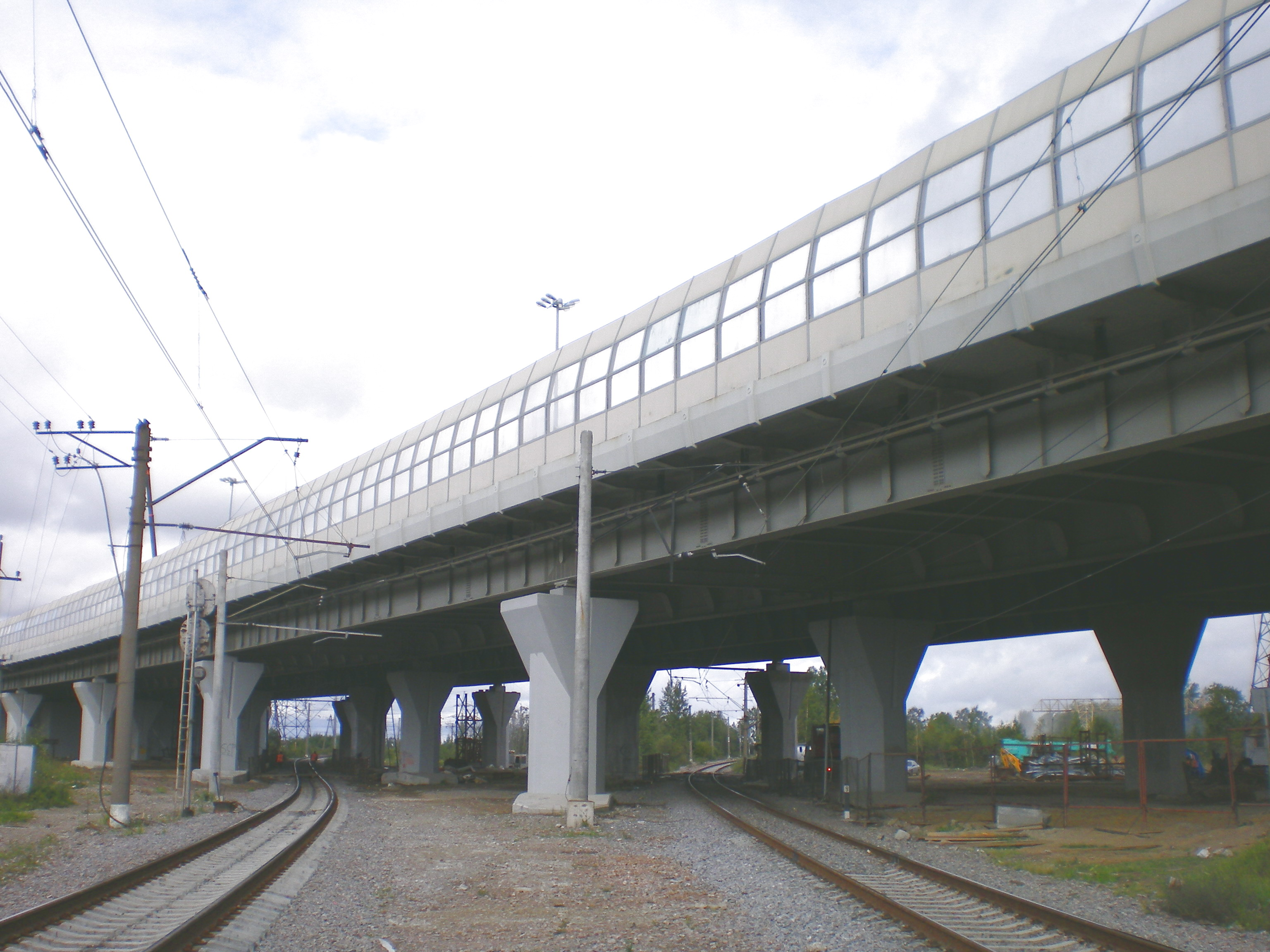
Шумозащитный экран на кольцевой автодороге в Санкт-Петербурге

## Функции
Шумозащитные экраны, как следует из их названия, защищают от шума близлежащие дома, а также места скопления людей (остановки общественного транспорта, парки). Установка таких конструкций экономически обоснована в густонаселенных районах, где трассирование дороги на расстоянии от жилых и офисных зданий невозможно. Например, Третье транспортное кольцо на многих участках оснащено звукопоглощающими экранами.
Возможна обратная ситуация, когда ранее построенная дорога застраивается домами. К примеру, МКАД на момент окончания строительства (1960 год) проходила по пустынным местностям, сейчас на большинстве участков с обеих сторон застроена домами.
Помимо этой функции, экраны в разной степени защищают прохожих и проживающих рядом от дорожной пыли и грязи в осенне-весенний период и от ослепления фарами (в случае с непрозрачными экранами). При возникновении ДТП защищает прохожих от обломков. Таким образом, даже при прохождении в непосредственной близости от оживленной трассы — есть возможность создать тихий жилой район, что дает возможность более эффективно расходовать городскую землю.
Также шумозащитный экран может ограничить видимость частной собственности за экраном или не эстетичные пейзажи (свалки, промзоны, железнодорожные пути и депо, неблагополучные районы).
Шумозащитные экраны кроме основного назначения (защита окружающей территории от воздействия шума) может иметь дополнительные функции. Например в Германии шумозащитным экранам придают свойства поглощения вредных веществ, а также устанавливают фотоэлектрические панели, вырабатывающие электричество за счет солнечного света.

## Виды
Экраны делятся на несколько видов:
- по типу защиты от шума:
  - звукопоглощающие;
  - звукоотражающие;
  - комбинированные;
  - ударопрочные;
- по светопроницаемости:
  - прозрачные;
  - тонированные;
  - непрозрачные;
  - с прозрачными вставками.

## Конструкция

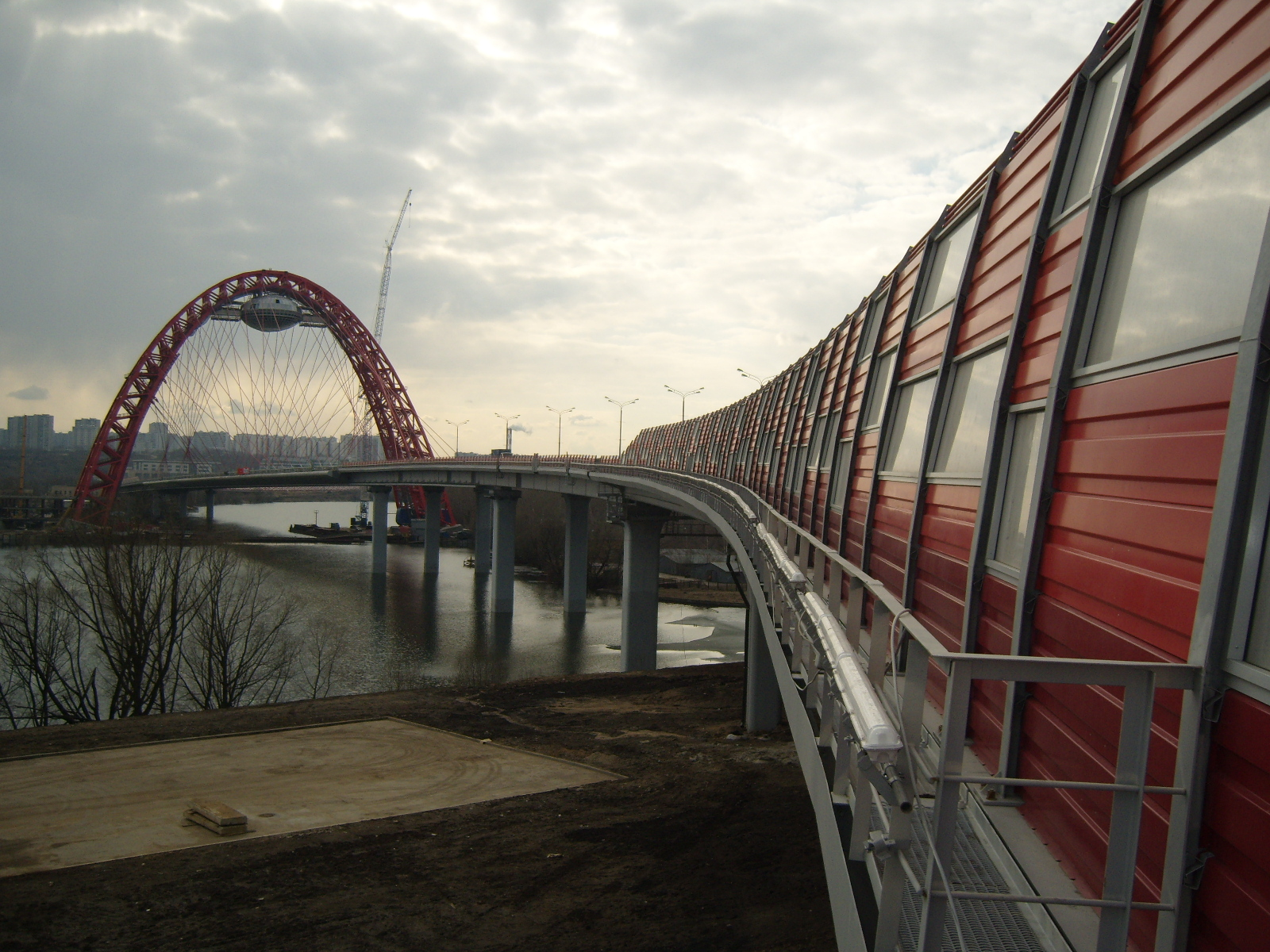
Шумозащитный экран с прозрачными вставками на Краснопресненском проспекте в Москве в районе Живописного моста

В зависимости от типа экрана используемые материалы могут сильно различаться. Для прозрачных и тонированных экранов используется в основном монолитный поликарбонат. Для звукопоглощающих экранов используется многослойное стекло или перфорированный лист с звукопоглощающей задней стенкой. Таким образом, кинетическая энергия звука гасится между двумя слоями материала.
Прозрачные барьеры позволяют не нарушать облик города, а также повысить безопасность движения за счет большего угла обзора, лучшей освещенности трассы; водители и пешеходы могут визуально наблюдать известные им городские ориентиры. Комбинированные экраны с прозрачными вставками уменьшают усталость, так как однотонность трассы негативно сказывается на реакции водителей, более того, водитель может уснуть за рулем или не ощущать реальной скорости движения.
Барьеры обычно выполнены в виде панелей с несущими балками слева и справа, есть возможность выполнения проемов для проезда автотранспорта или прохода пешеходов. Обычно вверху панели загнуты в сторону источника шума или наклонены в сторону источника. Таким образом, уменьшается угол под которым шум выходит в окружающую среду.
Ограждение возможно двумя способами:
- изолировать источник шума — экран со стороны жилых домов или при необходимости с обеих сторон вдоль автодороги или железнодорожных путей;
- изолировать объект зашумления — со стороны трассы (с 2—3 сторон) или при необходимости построить замкнутый (со всех сторон) барьер. Д

## Недостатки
- Создает ощущение ограниченности пространства для водителей.
- Уменьшение освещенности и ограничение обзора, искажение цвета и изображения.
- Ограничивает шаговую доступность этого участка трассы (в случае необходимости немедленной помощи или если нужно немедленно покинуть участок трассы), делит местность на 2 участка (особенно актуально для железнодорожных путей).
- Дороговизна материалов — в среднем от 6 до 16 тысяч рублей за 1 м² без учёта работ по установке, причем для эффективной защиты от шума рекомендуется высота не менее 4 м и с запасом по длине в 5 м с обеих сторон.
- При установке отражающих панелей сила звука практически не снижается, а лишь меняет направление, что создает направленный вверх поток, который оглушает жителей верхних этажей, пролетающих птиц и создает повышенную вибрацию воздуха над дорогой.